# Mecometopus granulipennis
Mecometopus granulipennis là một loài bọ cánh cứng trong họ Cerambycidae.